# Șevcenkove, Iampil
Șevcenkove (în ucraineană Шевченкове) este un sat în comuna Orlivka din raionul Iampil, regiunea Sumî, Ucraina.

## Demografie
Componența lingvistică a localității Șevcenkove
     Ucraineană (97,83%)
     Rusă (2,17%)
Conform recensământului din 2001, majoritatea populației localității Șevcenkove era vorbitoare de ucraineană (97,83%), existând în minoritate și vorbitori de rusă (2,17%).